# Gaz de France
A Gaz de France (GDF) foi uma produtora e distribuidora francesa de gás natural. Além da França, atual também na Bélgica, nos Estados Unidos e na Alemanha. Após uma fusão com a Suez, ocorrida em 3 de Setembro de 2007, a nova empresa, GDF Suez (actualmente Engie), fica entre os quatro primeiros do ranking mundial do setor de gás e energia elétrica, a saber:
1. Gazprom (Rússia): 179,7 bilhões de euros
2. EDF (França): 135,2 bilhões de euros
3. EON (Alemanha): 85 bilhões de euros
4. GDF Suez (França): aproximadamente 71 bilhões, contando o pólo ambiental, calculado pelos analistas em 20 bilhões de euros
5. Iberdrola (Espanha): 51,3 bilhões (após a compra da Scottish Power)
6. Enel (Itália): 47,1 bilhões (prestes a comprar Endesa com Acciona)
7. RWE (Alemanha): 46,0 bilhões de euros
8. Endesa (Espanha): 42,2 bilhões de euros
9. BG Group (antiga British Gas): 39,5 bilhões
10. Exelon (EUA): 34,6 bilhões de euros